# Indice di sazietà
L’indice di sazietà (IS o SI), dall'inglese Satiety Index, è una variabile che misura il senso di sazietà o pienezza a breve termine (entro due ore) dopo il consumo di vari cibi: questo avviene tramite l'assunzione di una quota isocalorica standard di 1000 kJ (equivalenti di 240 kcal circa). Ciò significa che un alimento ad alto indice di sazietà riuscirebbe a soddisfare maggiormente la fame a parità di apporto energetico/calorico e indurrebbe a mangiare meno dopo due ore dall'ingestione dell'alimento, grazie al mantenimento di un maggiore senso di sazietà entro la tempistica prevista. Questo dimostra che una dieta composta da alimenti ad alto indice di sazietà diminuisce l'introito calorico quotidiano.
(Susanne Holt)

## La ricerca
Il primo studio sull'indice di sazietà venne condotto nel 1995 da un gruppo di ricercatori dell'Università di Sydney, dai quali venne comparato l'effetto saziante di alcuni alimenti. L'équipe di studiosi includeva alcuni dei pionieri dell'indice glicemico e dei creatori dell'indice insulinico. Mentre l'indice glicemico fu scoperto negli Stati Uniti nel 1981 , l'indice insulinico è stato riconosciuto nel 1987 da alcuni degli stessi ricercatori dell'Università di Sidney, che presero parte allo studio sull'indice di sazietà . Nello stesso circuito di studiosi di Sidney, venne preso in considerazione anche il recente carico insulinico . Il risultato della ricerca "A Satiety Index of common foods" di Holt et al., fu pubblicato nel settembre 1995 sull' European Journal of Clinical Nutrition. In questo studio, i ricercatori alimentavano dei soggetti con porzioni isocaloriche, cioè dello stesso valore calorico, di 38 alimenti, per poi registrare il senso della fame percepito a seguito di ogni ingestione. Il risultato di questo studio indicò chiaramente che alcuni particolari alimenti soddisfano la sazietà meglio di altri. I ricercatori presero il pane bianco come riferimento, assegnandogli arbitrariamente e convenzionalmente un punteggio di 100. Ai cibi che soddisfacevano in misura maggiore la fame fu assegnato un punteggio più alto, mentre ai cibi che la soddisfacevano in misura minore fu assegnato un valore più basso. Fra i cibi testati, i più sazianti risultarono: le patate bollite, la frutta fresca, il pesce e le carni magre. Quanti consumavano la dose prescritta di questi alimenti percepivano meno la fame, subito dopo l'ingestione. Gli alimenti che meno riuscivano a soddisfare la sazietà erano croissant, ciambelle, barrette al cioccolato e arachidi .
Gli stessi ricercatori condussero nel 1996 un nuovo studio su 38 tipologie di alimenti, per verificare se la sazietà fosse direttamente correlata alle risposte glicemica e insulinica ad essa successive. L'indice calcolato evidenziò che non vi era una significativa correlazione tra sazietà, risposta glicemica e risposta insulinica. Tuttavia, venne riscontrata una correlazione negativa tra l'area sotto la curva dell'insulina (AUC) e il consumo di cibo dopo 120 minuti. Gli alimenti che producevano una maggiore risposta insulinica, entro 120 minuti, erano associati con un minor consumo di cibo e di conseguenza un indiretto maggiore senso di sazietà entro questa tempistica. Questo risultato si rivelava coerente con i precedenti risultati, dove si concludeva che gli alimenti ricchi di carboidrati, a breve termine, risultano più sazianti degli alimenti ricchi di grassi. Il contenuto totale di carboidrati sembra avere maggior effetto sulla sazietà a breve termine, in concomitanza con le caratteristiche strutturali degli alimenti, rispetto al loro impatto glicemico. In conclusione: la quantità totale di carboidrati consumati in un pasto e la conseguente insulinemia, possono essere parzialmente determinanti in funzione dell'intensità di fame che si presenta entro due ore.
Nel 2006 alcuni ricercatori dell'Università della Bassa California, in Messico, con a capo Jiménez-Cruz, compararono l'effetto di diversi tipi di prime colazioni sulla sazietà e la successiva assunzione di cibo da parte di un gruppo di otto donne sane. In questo studio venne riproposto l'indice di sazietà di Holt et al. con la differenza che la stima del punteggio, e quindi la riassunzione di alimenti ad libitum, veniva stabilita dopo tre ore invece che due, mentre il monitoraggio della sazietà veniva verificato ogni 30 minuti, invece che 15. Vennero notate delle differenze tra i pasti assegnati. Dopo il consumo di pane bianco,l'assunzione calorica risultava maggiore, mentre dopo il consumo di macedonia l'introito calorico del pasto successivo era il più basso tra i cibi testati. I risultati suggerirono la necessità di promuovere il consumo di cibi ad alto contenuto di fibre, carboidrati a basso indice glicemico, e un alto volume di acqua (e quindi ridotta densità calorica). Questo approccio può contribuire alla prevenzione dell'obesità incrementando la sazietà e riducendo il consumo di alimenti e, di conseguenza, l'introito energetico.

## L'importante esito di questo studio
A causa delle limitate analisi sugli alimenti ottenute tramite lo studio sull'indice di sazietà, emerge qualche incertezza sull'accuratezza dei valori registrati per ogni alimento. Tuttavia, i creatori dell'Indice di Sazietà hanno compiuto un'osservazione generale molto importante. Hanno rilevato che gli alimenti con i più alti valori di indice di sazietà condividono una caratteristica comune: possiedono un alto rapporto peso/calorie. In altre parole, questi alimenti contenevano una maggiore quantità di massa per ciascuna caloria. Questi alimenti contribuiscono a farci sentire pieni, letteralmente riempiendo lo stomaco. Questa relazione tra la massa e la sazietà per alcuni può rappresentare una conclusione ovvia e banale, ma apre le porte ad una teoria alimentare molto importante, ovvero che potrebbe essere possibile prevedere la sazietà conoscendo la composizione nutrizionale del cibo. E se questo è vero, nel contesto dei carboidrati, l'indice di sazietà potrebbe rivelarsi uno strumento più flessibile per la valutazione della dieta rispetto all'indice glicemico, o comunque da applicare in abbinamento con quest'ultimo metodo di valutazione.
Va riconosciuto però che la capacità saziante degli alimenti non è strettamente proporzionale al loro rapporto peso/calorie, in quanto se così fosse, l'indice stesso non avrebbe molta utilità. Si tratta in realtà di una causa molto comune e spesso riscontrabile, ma non sempre valida. Come conferma, le patate bollite, che nello studio sono risultate l'alimento in assoluto più saziante (IS 323), non erano quelle con il miglior rapporto peso/calorie (368 g). L'alimento che meglio corrispondeva a questa relazione sono risultate le arance, che, pur apportando circa il doppio della massa rispetto alle patate (625 g), hanno mostrato un IS ridotto di un terzo (IS 202).

### I cibi più sazianti
Holt et al. nelle loro ricerche hanno notato che alcuni cibi, come i croissant, soddisfano appena la metà dell'alimento di riferimento, il pane bianco (SI rispettivamente 47 e 100). Mentre le patate bollite, tra tutti i cibi testati, riescono a soddisfare la fame per più di tre volte (SI 323) se confrontati con il pane bianco. Le patate in un'altra forma, cioè fritte, non dimostrano lo stesso vantaggio (SI 116). Questo tipo di dati può assumere un importante significato per coloro che vogliono perdere peso.
La composizione chimica di un alimento è uno dei fattori che determinano come si colloca l'indice.
Un altro fattore che rende un alimento soddisfacente è la massa.
(Susanne Holt)
Sono infatti le dimensioni, la massa, e la consistenza delle patate, che possono spiegare gran parte del loro così alto indice di sazietà. La Holt e i suoi collaboratori affermano che il loro «peso per porzione era fino a quattro volte maggiore rispetto agli altri alimenti, per lo stesso contenuto calorico».
Come gruppo di alimenti, la frutta si colloca in cima, con un indice di sazietà in media 1,7 volte maggiore rispetto a quello del pane bianco. Alimenti ricchi di carboidrati e cibi ricchi di proteine seguono nella classifica dei più sazianti. La Holt avverte, tuttavia, che vi sono grandi differenze tra i valori di soddisfazione dei singoli alimenti all'interno dello stesso gruppo.
(Susanne Holt)

### Conclusioni inaspettate
In generale, più un cibo è percepito come saziante, più si riesce a prevedere il suo effettivo indice di sazietà. Tuttavia si presentano alcune eccezioni.
(Susanne Holt)
Le jelly bean, o caramelle in gelatina, raggiungono anch'esse un punteggio maggiore del previsto. I volontari che hanno assunto jellybean non si sentivano soddisfatti, eppure mangiavano poco al momento della riassunzione di cibo. Ciò ha portato ad attribuire ai jellybean un punteggio di sazietà di 118, dimostrandosi superiori al muesli e allo yogurt, e quasi allo stesso livello della pasta bianca.
(Susanne Holt)

## Macronutrienti e sazietà
Sebbene l'indice di sazietà fosse nato con il fine di dare un riferimento generalizzato sulle capacità sazianti dei cibi o delle categorie dei cibi più comuni, approfondire gli effetti dei singoli macronutrienti sulla sazietà, o consultare il resto della ricerca scientifica, può essere ulteriormente utile per comprendere nel dettaglio le proprietà sazianti del cibo. L'indice di sazietà infatti ha alcuni difetti, tra cui quello di classificare una quantità di cibi piuttosto limitata, di stimare il potere saziante dei cibi solo a breve termine (entro 2 ore dall'ingestione), senza riconoscere quale dei cibi, o delle relative categorie, riescano a mantenere mediamente più a lungo o più efficacemente il senso di pienezza.
In linea generale, la ricerca scientifica si è sempre espressa nel riconoscere come più sazianti, i cibi a bassa densità energetica, ricchi di acqua e fibra (frutta e verdura), e i cibi proteici, una conclusione che viene accertata anche dalle precedenti dichiarazioni di Susanne Holt. Da quanto riscontrato, sembra che il potere saziante dei cibi, in buona parte dei casi sia inversamente proporzionale alla loro densità energetica/calorica, o, in altri termini, proporzionalmente inverso alla densità dei macronutrienti, e/o al contenuto di lipidi, e quindi alla palatabilità. Questo naturalmente ad eccezione di un'alta densità calorica apportata principalmente o quasi esclusivamente da proteine. L'indice di sazietà riesce a confermare queste constatazioni solo parzialmente; infatti svariati alimenti che rientrano nella classe dei cibi ricchi di carboidrati, riconosciuti dall'indice di sazietà (e quindi almeno a breve termine), come sazianti al pari dei cibi proteici, vengono unanimemente indicati come meno efficienti nel soddisfare la fame se confrontati con quest'ultima classe di alimenti. Questo dato può essere mal interpretato, infatti i cibi contenenti un'alta densità di glucidi non sono rappresentati solo nella categoria cibi ricchi di carboidrati, ma anche in prodotti da forno e cereali per la prima colazione col latte, mentre classi come la frutta o i prodotti confezionati, possono anch'essi facilmente contenere una quantità relativamente alta di carboidrati. In alcuni casi, un frutto, uno snack, o una porzione di cereali col latte, possono contenere densità glucidiche superiori a quelle dei cibi rientranti nella categoria dei cibi ricchi di carboidrati. Ma ancora una volta, il tutto viene ridimensionato in base al fatto che cibi in questo caso vengono paragonati a parità di apporto energetico/calorico, il che impone una grande varietà di peso e di massa in base al loro rapporto tra i macronutrienti contenuti. Mentre per i cibi ricchi di grassi, l'SI si trova in linea con il resto delle ricerche, le quali non ne individuano particolari capacità sazianti, e comunque inferiori ai carboidrati, o in generale, tra i macronutrienti. Sembra che anche la termogenesi indotta dalla dieta (TID), cioè la capacità dei diversi macronutrienti di stimolare la spesa energetica/calorica in seguito alla loro ingestione mediante la dispersione di calore, sia circa proporzionale alla loro capacità saziante. La TID dei macronutrienti è in media: 22,5% per le proteine, 7,5% per i carboidrati, 3,5% per i grassi.

### Protidi
Come si è visto, tra i tre macronutrienti, i protidi rappresentano il maggiore stimolo saziante, sia a breve che a lungo termine. La ricerca suggerisce di controllare un adeguato apporto proteico per poter favorire la perdita di peso, sia in maniera diretta, sia inibendo maggiormente la fame rispetto a carboidrati e grassi, facilitando la riduzione del consumo di cibo ad libitum, e quindi dell'apporto energetico/calorico. Le proteine stimolano anche la maggiore termogenesi alimentare (TID) tra tutti macronutrienti, associata ad una maggiore dispersione di calore, e quindi una maggiore spesa energetica, a sua volta correlata con la sazietà.

### Glucidi
I glucidi esprimono un potere saziante mediamente inferiore rispetto ai protidi. Tuttavia, i cibi ricchi di carboidrati vanno distinti in diverse categorie, al quale viene attribuita una diversa capacità di soddisfare la fame. Sebbene siano state segnalate diverse inconsistenze su questo dato, sembra che un altro parametro molto utile per stabilire questa proprietà possa essere il controllo del loro indice glicemico, abbinato alla densità di glucidi, e al contenuto di fibre. Un cibo ricco di carboidrati a indice glicemico basso, e un contenuto mediamente maggiore di fibre, dovrebbe saziare di più e per un tempo più lungo. Proprio il secondo studio in cui venne proposto l'indice di sazietà (Holt, 1996) concludeva che maggiori livelli della glicemia e insulinemia a breve termine (2 ore) indotti dai carboidrati potevano portare ad un minore consumo di cibo, e quindi un minore senso della fame. Da quanto riscontrato anche da altri ricercatori, i cibi o le fonti ad alto indice glicemico tendono infatti ad essere associati ad una riduzione dell'appetito e del consumo di cibo in tempi più brevi ma solo a breve termine (1 ora), mentre quelli a basso indice glicemico soddisfano la sazietà successivamente e per un tempo più lungo (tra le 2 e le 3 ore).

### Lipidi
Se i cibi ricchi di carboidrati risultano generalmente meno sazianti dei cibi proteici, i lipidi sono il macronutriente che documentatamente meno di tutti riesce a sopprimere la fame. Molti professionisti suggeriscono di accostare i lipidi ad una fonte di carboidrati, sostenendo che i primi riescano ad incidere sulla riduzione del loro indice e carico glicemico, sul loro assorbimento, e sui tempi di svuotamento gastrico; quindi sui valori della glicemia, dell'insulinemia e sulla sazietà. In realtà i grassi non sarebbero ideali per controllare sazietà, i livelli di insulina e il peso: sebbene i lipidi riescano a ritardare lo svuotamento gastrico e ad influenzare e ridurre la risposta glicemica di un pasto misto o assunti assieme ai soli carboidrati, questi riescono comunque ad incrementare la risposta insulinica generale, anche se la loro assunzione separata non ha effetti rilevanti sulla secrezione dell'ormone. Dalle conclusioni delle varie ricerche, e della stessa équipe di studiosi dell'indice di sazietà, tra i macronutrienti, i lipidi sembrano avere le inferiori capacità sazianti, nonostante tendano a rallentare lo svuotamento gastrico, ed abbiano quindi effetti poco determinanti sulla sazietà, la successiva assunzione di cibo ad libitum, e il controllo del peso. Questo esito comunque deve essere interpretato, poiché i lipidi sono meno sazianti tra i macronutrienti a parità di apporto energetico/calorico, ma il loro accostamento ad un pasto misto favorisce un senso di sazietà maggiore e più prolungato. Questo fenomeno è stato battezzato "il paradosso dei grassi" (fat paradox) da Blundell et al. (1995), riconoscendo che, pur essendo i grassi in grado di indurre una sazietà pre-assorbimento mediante un rallentamento dello svuotamento gastrico, i grassi assunti in alte quantità sono sempre in grado di stimolare un maggior introito calorico ad libitum nel pasto successivo.

## Fibra alimentare e sazietà
Un altro componente del cibo vegetale in grado di giocare un ruolo importante sulla sazietà è la fibra alimentare, elemento che rientra nella categoria dei cosiddetti antinutrienti non nutrienti. Si pensa che l'impatto sulla sazietà sia dovuto alle sue proprietà di aggiungere massa e consistenza al cibo. I fattori che subentrano prima dell'assorbimento dei nutrienti come la distensione gastrica, il lavoro, e il tempo richiesto per masticare, sono importanti in questo contesto. Per questo motivo, la massa e la consistenza della fibra lo rendono un ingrediente interessante per migliorare questo aspetto dietetico. Aggiungere massa alla dieta mediante l'apporto di fibra riduce anche la densità energetica/calorica della dieta. I segnali di sazietà sono generati sia prima che dopo l'assorbimento del cibo. Le fibre solubili, dalle proprietà tipicamente viscose, possono essere utili perché prolungano la fase di digestione intestinale e l'assorbimento dei nutrienti. Ciò significa che si verifica un prolungamento oltre il quale i macronutrienti possono interagire con i meccanismi pre-assorbimento della sazietà, nonché prolungare nel tempo i segnali della sazietà post-assorbimento. Le diete povere di energia e grassi, come quelle tipicamente raccomandate per le persone obese, sono scarsamente sazianti. L'aggiunta di fibra ai cibi dal basso apporto calorico e lipidico possono aumentare la sazietà, ma a causa del fatto che i cibi indicati per la perdita del peso sono a basso contenuto calorico e di grassi, è probabile che la sazietà sia di breve durata. Non tutte le fibre alimentari hanno un impatto sulla sazietà, ma ricerche suggeriscono che entrambe la categorie delle fibre solubili e insolubili abbiano un impatto su di essa.
La fibra alimentare è molto presente nei legumi, nei cereali integrali, nei semi oleosi, mentre nella frutta e verdura in molti casi è poco presente a causa della loro alta idratazione. Per quanto riguarda i cibi ricchi di carboidrati, in particolare i cereali, il loro basso indice glicemico è correlato con un buon contenuto di fibra. Sebbene tale elemento non sia sempre e in tutti i casi il fattore determinante sul ridotto punteggio dell'indice glicemico, e sul senso di pienezza, in diversi casi può apportare un vantaggio sulla sazietà.

## Bibite e sazietà
A questo punto ci si può chiedere se le bevande senza zucchero o quelle zuccherate, riescono a soddisfare la sazietà e contribuire a ridurre l'apporto calorico, oppure causano l'effetto opposto. L'équipe della Holt ha cercato di dare risposta anche a questo quesito.
Nel 2000, uno studio avviato dalla squadra della ricercatrice australiana, mise a confronto l'effetto di due bevande di uguale volume rispettivamente con e senza zucchero, sul senso della fame e della pienezza, ed il consumo ad libitum di uno snack appetitoso ad alto contenuto di grassi. 11 uomini sani hanno consumato tre bevande di uguale volume (375 ml), ovvero cola zuccherata, cola senza zucchero, e acqua minerale, in ordine casuale in mattine separate. Dopo 20 minuti, i soggetti potevano consumare liberamente uno spuntino di patatine croccanti nei successivi 90 minuti. La ciotola di patatine di ogni singolo soggetto veniva nuovamente riempita a sua insaputa ad intervalli di 15 minuti mentre questi erano impegnato a completare le valutazioni sull'appetito e sull'umore. Dopo un periodo sperimentale di 110 minuti, è stata registrata di nascosto l'assunzione ad libitum di cibo a pranzo in forma di buffet. Nel frattempo i ricercatori hanno registrato di nascosto ciò che avevano mangiato i soggetti, per poi riportarlo su un diario alimentare alla fine della giornata. Le tre bevande a parità di volume hanno inizialmente ridotto la fame ad un livello simile, e l'assunzione di patatine durante il primo intervallo di 15 minuti non era significativamente differente tra i tre. In media, l'assunzione totale di energia dalle patatine e dal pranzo non sono risultati significativamente differenti tra le tre bevande, e alla fine della giornata, il totale introito energetico è risultato simile per le tre condizioni di prova. In conclusione, le bevande a bassa densità energetica e zuccherina non favoriscono un ridotto apporto di energia da parte di soggetti maschi, magri, e non a dieta.

## Limiti dell'IS

### Sazietà e saziazione
L'indice di sazietà ha voluto stimare il senso di sazietà fornito dal cibo testato entro sole due ore dalla sua assunzione. Per questo motivo tale indice mostra delle capacità limitate sulla valutazione del potere saziante, in quanto sul lungo termine - cioè nei riguardi della cosiddetta "saziazione" - non riesce a dare una risposta concreta. Per quanto riguarda i macronutrienti, altre ricerche suggeriscono che le proteine mostrano il potere maggiormente saziante, anche sul lungo termine, ma anche i cibi contenenti carboidrati a basso indice glicemico, riescono a mantenere la fame sul lungo termine contrariamente a quelli a indice glicemico più alto. Come sottolinea la Holt, la frutta può mostrare valori moderatamente elevati sull'indice di sazietà, per il semplice fatto che per raggiungere il valore energetico di riferimento (1000 Kj, o ~240 Kcal), è necessario consumarne quantità molto abbondanti, essendo questi alimenti a basso tenore calorico, e ad altissimo contenuto di acqua (85-90%), seppur con un limitatissimo contenuto di fibra (1-3%). Tuttavia, attorno alle due ore dalla loro assunzione il loro potere saziante comincia a diminuire rapidamente. Mentre i cibi proteici, pur mostrando valori sull'indice di sazietà non dissimili da quelli della frutta in oggetto, hanno la proprietà di mantenere la sazietà per un tempo più prolungato, e quindi di influire positivamente sulla saziazione. Quindi il fatto che un cibo riesca a favorire un alto senso di sazietà nella tempistica prevista da questo parametro (2 ore), non significa che superata tale soglia, la fame non possa presentarsi più elevata rispetto ad un altro cibo con un IS simile, o più basso. I cibi contenenti carboidrati a indice glicemico più alto, ad esempio, riescono a saziare in tempi più brevi, ma a mantenere la sazietà per un periodo meno prolungato. Questo dato è confermato proprio dall'indice di sazietà, che potrebbe riconoscere come più sazianti i cibi che riescono ad elevare i livelli glicemici e insulinemici ad un'intensità maggiore (alto carico glicemico) e in un tempo più breve (alto indice glicemico), a causa della sua stima in un lasso di tempo limitato. In conclusione l'indice di sazietà è in grado di fornire dei dati sulla sazietà, e non sulla saziazione, cioè la soppressione della fame sul lungo termine.
(Susanne Holt)
(Susanne Holt)

### Valore energetico
Un altro dei limiti dell'Indice di sazietà, è quello di valutare il potere saziante dei cibi solamente a parità di valore energetico. Ciò significa che se un cibo presenta un'alta percentuale calorica sul peso, la sua assunzione in grammi risulterà molto più contenuta rispetto ad un cibo dalla bassa densità energetica. I risultati del IS infatti rivelano il potere saziante dei cibi sulla base dello stesso apporto calorico, determinando di conseguenza un'estrema variabilità in termini di peso. Ed è proprio per questo motivo che i cibi dal valore energetico più basso risultano più sazianti: uno dei motivi principali è che a parità di introito energetico apportano molta più massa, favorendo un maggiore riempimento gastrico. Ad esempio, paragonando il potere saziante della patata e del pane bianco a parità di valore energetico, il primo alimento viene consumato in una quantità di circa 250 grammi, mentre il secondo appena di 65 grammi. In base a ciò si capisce che la massa assume un ruolo importante sulla sazietà secondo quanto previsto dal IS. Ma è anche per questo motivo che i cibi ricchi di grassi rivelano un basso potere saziante: per raggiungere il valore calorico standard di 240 kcal, i cibi contenenti una maggiore quantità di lipidi devono essere per forza consumati in quantità molto più ridotte, essendo il macronutriente dal valore calorico maggiore, ed apportando più del doppio delle calorie (9 kcal/gr rispetto a 4 kcal/gr di protidi e glucidi). Quindi il contenuto di lipidi in un alimento riesce ad incidere molto più sulla riduzione del peso totale dell'alimento testato rispetto agli altri macronutrienti, incidendo negativamente sulla massa e sul riempimento gastrico. In questo caso bisogna riconoscere che se si valutasse il potere saziante dei cibi in base alla parità di peso, i risultati sarebbero molto diversi da quelli stimati dall'indice di sazietà.

### Lista di cibo limitata
Un altro dei limiti del IS è quello di aver esaminato il potere saziante di una quantità limitata di cibi. In realtà gli studi che hanno riproposto questo parametro sono stati molteplici negli anni fino ad oggi, ma l'unica tabella che è stata resa pubblica e consultabile è quella relativa al primo studio del 1995. Negli anni duemila è stato creato un nuovo indice chiamato Fullness Factor (FF), in cui è stato matematicamente rielaborato e semplificato l'indice di sazietà. Per formulare tale metodo, proposto dal sito sull'alimentazione Nutrition Data, sono stati consultati molti altri studi per ampliare il suo metro di valutazione, ed estendere la sua applicazione anche a molti altri cibi. Attualmente, il sito Nutrition Data, che detiene il brevetto del FF, mette a disposizione i punteggi sulla sazietà (da 0 a 5) di molti cibi all'interno del suo archivio. Il Fullness Factor ha rappresentato un'evoluzione e semplificazione dell'Indice di sazietà, che trova l'utilizzo e l'applicazione anche da parte dei professionisti della nutrizione. In questo senso è stato in parte risolto uno dei principali limiti del IS. Tuttavia, l'Indice di sazietà rimane il parametro di riferimento comprovato dal mondo scientifico, e usato in molti studi clinici, non solo da parte dei suoi creatori australiani.

## SI e metodo di paragone tra gli alimenti
Per come si è potuto verificare, l'SI riesce a dare un'idea sui cibi più o meno sazianti. Tuttavia possono verificarsi alcuni equivoci, dal momento che tale metodo non paragona il potere saziante degli alimenti sulla base dello stesso peso, ma dello stesso valore energetico (misurato in calorie o in joule). Dunque, quando viene stabilito che la patata bollita (IS 323) è più saziante della mela (IS 197), che è più saziante dei fagioli (IS 186), che sono più sazianti del riso bianco (IS 138), che è più saziante della pasta bianca (IS 119), che è più saziante del pane bianco (IS 100), è sottinteso che questo si verifica a parità di apporto calorico, mentre il peso o la massa dei rispettivi alimenti, ha un range di variabilità molto marcato. Ed è per questo che, a parità di valore energetico, un cibo dalla densità calorica più bassa determinerà un consumo ovviamente maggiore in termini di peso/massa rispetto ad un cibo dalla densità calorica maggiore.
Esempio pratico:
Se la patata bollita ha indicativamente un contenuto medio di macronutrienti di:
- ~20% glucidi (~80 Kcal);
- ~2% protidi (~8 Kcal);
- ~1% lipidi (~9 Kcal);

significa che 100 gr di patate bollite apportano ~97 Kcal.
Se la mela ha indicativamente un contenuto medio di macronutrienti di:
- ~15% glucidi (~60 Kcal);
- ~0,3% protidi (~1,2 Kcal);
- ~0,3% lipidi (~2,7 Kcal);

significa che 100 gr di mele apportano ~64 Kcal.
Se i fagioli (secchi) hanno indicativamente un contenuto medio di macronutrienti di:
- ~60% glucidi (~240 Kcal);
- ~22% protidi (~88 Kcal);
- ~1,5% lipidi (~13,5 Kcal);

significa che 100 gr di fagioli secchi apportano ~341,5 Kcal.
Se il riso bianco (secco) ha indicativamente un contenuto medio di macronutrienti di:
- ~80% glucidi (~320 Kcal);
- ~6% protidi (~24 Kcal);
- ~1% lipidi (~9 Kcal);

significa che 100 gr di riso bianco apportano ~353 Kcal.
Se la pasta bianca (secca) ha indicativamente un contenuto medio di macronutrienti di:
- ~75% glucidi (~300 Kcal)
- ~12% protidi (~48 Kcal)
- ~1,5 lipidi (~13,5 Kcal)

significa che 100 gr di pasta bianca secca apportano ~361,5 Kcal.
Se il pane bianco ha indicativamente un contenuto medio di macronutrienti di:
- ~50% glucidi (~200 Kcal);
- ~10% protidi (~40 Kcal);
- ~2,5% lipidi (~22,5 Kcal);

significa che 100 gr di pane bianco apportano ~260,5 Kcal.
A parità di peso:
Per poter paragonare il potere saziante di questi alimenti, deve essere presa in esame una quantità tale da fare in modo che tutti apportino lo stesso quantitativo energetico/calorico.
- Se 100 gr di patate bollite apportano ~97 Kcal, per raggiungere il valore calorico di riferimento previsto dal IS di 240 Kcal, ne è prevista una quantità di ~250 gr.
- Se 100 gr di mele apportano ~64 Kcal, per raggiungere il valore calorico di riferimento previsto dal IS di 240 Kcal, ne è prevista una quantità di ~375 gr.
- Se 100 gr di fagioli secchi apportano ~341,5 Kcal, per raggiungere il valore calorico di riferimento previsto dal IS di 240 Kcal, ne è prevista una quantità di ~70 gr.
- Se 100 gr di riso bianco secco apportano ~353 Kcal, per raggiungere il valore calorico di riferimento previsto dal IS di 240 Kcal, ne è prevista una quantità di ~70 gr.
- Se 100 gr di pasta bianca secca apporta ~361,5 Kcal, per raggiungere il valore calorico di riferimento previsto dal IS di 240 Kcal, ne è prevista una quantità di ~70 gr.
- Se 100 gr di pane bianco apporta ~361,5 Kcal, per raggiungere il valore calorico di riferimento previsto dal IS di 240 Kcal, ne è prevista una quantità di ~65 gr.

Ciò significa che l'indice di sazietà, in questo caso, paragona il potere saziante di questi alimenti a parità di valore calorico, rispettivamente con un peso di 250 gr di patate, 375 gr di mele, 70 gr di fagioli (secchi), 70 gr di riso bianco (secco), 70 gr di pasta bianca (secca), 65 gr di pane bianco.
A parità di valore energetico (stima effettiva del IS):
- 240 kcal dalla patata (IS 323), vengono ottenute con ~250 grammi.
- 240 kcal dalla mela (IS 197), vengono ottenute con ~375 grammi.
- 240 kcal dai fagioli secchi (IS 186), vengono ottenute con ~70 grammi.
- 240 kcal dal riso bianco secco (IS 138), vengono ottenute con ~70 grammi.
- 240 kcal dalla pasta bianca secca (IS 119), vengono ottenute con ~70 grammi.
- 240 kcal dal pane bianco (IS 100), vengono ottenute con ~65 grammi.

## Glucidi: rapporto "IS-IG-CG" e loro applicazione
Nel particolare contesto dei carboidrati, occorre tener presente che non si può considerare solo l'indice di sazietà, in quanto altri parametri quali l'indice e il carico glicemico, si prospettano come più importanti, nonché complementari, per stabilirne in particolare le quantità di consumo limite di riferimento. Se un cibo ricco di carboidrati ha un alto potere saziante, non significa che se ne possa mangiare di conseguenza una grande quantità, in quanto si potrebbe cadere facilmente nell'errore di eccedere nelle dosi, e quindi causare elevati valori glicemici e insulinemici, che l'indice di sazietà non riesce in alcun modo a valutare e prevedere. Se da una parte è vero che un cibo glucidico ad elevato IS porterà ad una sua ingestione in misura tendenzialmente più contenuta dal punto di vista strettamente energetico/calorico a parità di massa, ciò non vuol dire che questo si verifichi in tutti i casi, come non significa che tale valore calorico non sia dato in gran parte da carboidrati ad alto indice glicemico, e soprattutto da una quantità tale da produrre un alto carico glicemico di carboidrati. L'indice di sazietà non è in grado di analizzare nello specifico il componente dei carboidrati, ma si limita in maniera molto generalizzata, a misurare il valore energetico degli alimenti, e quindi dei macronutrienti, indistintamente. Non riconosce cioè la diversa distribuzione dei macronutrienti nei cibi. Pare chiaro che per determinare il fattore qualitativo e quantitativo del consumo di cibi contenenti carboidrati, occorre utilizzare a supporto anche l'indice e il carico glicemico, che necessitano di essere adoperati prioritariamente.
Dal precedente elenco di esempi, sarà possibile applicare il parametro dell'indice di sazietà, a metodi specifici per valutare la qualità e la quantità di carboidrati che può essere più indicato consumare, per ottenere rispettivamente: elevato potere saziante (alto SI); assorbimento lento e sostenuto dei glucidi, correlato con una maggiore sazietà (basso IG); e bassi livelli glicemici e insulinemici (basso CG). In questi esempi sarà possibile prendere in esame alcuni alimenti glucidici già proposti in precedenza, valutando i loro valori sul SI, IG, e CG, e riconoscendo quale di questi possa rivelarsi più idoneo sotto tutti i tre aspetti. I cibi testati saranno patate, mele, fagioli, riso bianco, pasta bianca, pane bianco.
- Indice di sazietà (IS): stabilito dal consumo di una quantità di un cibo tale da apportare 240 kcal, o 1000 Kj totali.
- Indice glicemico (IG): stabilito dal consumo di una quantità di un cibo tale da apportare 50 gr di carboidrati.
- Carico glicemico (CG): stabilito dal calcolo del IG x quantità di carboidrati per porzione / 100 (<10 CG basso; 11-19 CG medio; >20 CG alto).
- In quanto all'indice glicemico e carico glicemico, questi prendono come alimento di riferimento il glucosio.
- In quanto al carico glicemico, verrà indicata la quantità in grammi dell'alimento in modo che risulti al limite tra il punteggio medio e alto (attorno a 19).

Patate bollite
- % Kcal: ~97
- % glucidi: ~20%
- IS medio: ~323 (molto alto)
- IG medio: ~80 (alto)
- CG (~19): ~120 gr. (~116,4 Kcal)
- a parità di valore energetico con gli altri alimenti (240 Kcal, o 1000 Kj), la patata ha un IS medio di 323.
- a parità di contenuto di glucidi con gli altri alimenti (50 gr), la patata ha un IG medio di 80.
- per ottenere una quantità tale da mantenere un CG medio (~19), la quantità di consumo è di 100 gr.

Le patate hanno una bassa densità calorica, una bassa densità di glucidi, un indice di sazietà altissimo, ma il loro indice glicemico è molto alto, e, in base al rapporto tra densità glucidica e IG, le quantità di consumo per rimanere nei termini del carico glicemico medio sono di circa 120 grammi (80 x 24 / 100 = 19,2).
In base al loro IS, IG, e CG, le patate non esprimono un rapporto particolarmente vantaggioso tra i tre valori.
Mele
- % Kcal: ~64
- % glucidi: ~15%
- IS medio: ~197 (medio alto)
- IG medio: ~40 (basso)
- CG (~19): ~300 gr. (~192 Kcal)
- a parità di valore energetico con gli altri alimenti (240 Kcal, o 1000 Kj), la mela ha un IS medio di 197.
- a parità di contenuto di glucidi con gli altri alimenti (50 gr), la mela ha un IG medio di 40.
- per ottenere una quantità tale da mantenere un CG medio (~19), la quantità di consumo è di 300 gr.

Le mele hanno una bassissima densità calorica, una bassissima densità di glucidi, un indice di sazietà moderatamente alto, il loro indice glicemico è molto basso, e, in base al rapporto tra densità glucidica e IG, le quantità di consumo per rimanere nei termini del carico glicemico medio sono di circa 300 grammi (40 x 45 / 100 = 18).
In base al suo IS, IG, e risultante CG, la mela esprime un ottimo rapporto tra i tre valori.
Fagioli (secchi*)
- % Kcal: ~341,5
- % glucidi: ~60%
- IS medio: ~186 (medio alto)
- IG medio: ~30 (basso)
- CG (~19): ~100 gr. sul secco (~341,5 Kcal)
- a parità di valore energetico con gli altri alimenti (240 Kcal, o 1000 Kj), i fagioli hanno un IS medio di 186.
- a parità di contenuto di glucidi con gli altri alimenti (50 gr), hanno un IG medio di 30.
- per ottenere una quantità tale da mantenere un CG medio (~19), la quantità di consumo è al massimo di 100 gr. sul peso secco.

I fagioli hanno un'alta densità calorica (perché pesati sul secco), una densità di glucidi medio alta, un indice di sazietà medio alto, il loro indice glicemico è molto basso, e, in base al rapporto tra densità glucidica e IG, le quantità di consumo per rimanere nei termini del carico glicemico medio sono di circa 100 grammi sul peso secco (30 x 60 / 100 = 18).
In base al loro IS, IG, e risultante CG, i fagioli esprimono un ottimo rapporto tra i tre valori (considerando che il peso una volta cotti/idratati può aumentare di circa tre volte).
Riso bianco (secco*)
- % Kcal: ~353
- % glucidi: ~80%
- IS medio: 138 (medio)
- IG medio: 80 (alto)
- CG (~19): 30 gr. sul secco (~105,9 Kcal)
- a parità di valore energetico con gli altri alimenti (240 Kcal, o 1000 Kj), il riso bianco secco ha un IS medio di 138.
- a parità di contenuto di glucidi con gli altri alimenti (50 gr), il riso ha un IG medio di 80.
- per ottenere una quantità tale da mantenere un CG medio (~19), la quantità di consumo è al massimo di 30 gr. sul peso secco.

Il riso bianco secco ha un'alta densità calorica (perché pesato sul secco), una densità di glucidi molto alta, un indice di sazietà medio, il suo indice glicemico è molto alto, e, in base al rapporto tra densità glucidica e IG, le quantità di consumo per rimanere nei termini del carico glicemico medio sono di circa 30 grammi sul peso secco (80 x 24 / 100 = 19,2).
In base al suo IS, IG, e risultante CG, il riso non esprime un rapporto particolarmente vantaggioso tra i tre valori (pur considerando che il peso una volta cotto/idratato può aumentare di circa tre volte).
Pasta bianca (secca*)
- % Kcal: ~361,5
- % glucidi: ~75%
- IS medio: ~119 (medio basso)
- IG medio: ~55 (medio basso)
- CG (~19): ~40 gr. sul secco (~144,6 Kcal)
- a parità di valore energetico con gli altri alimenti (240 Kcal, o 1000 Kj), la pasta bianca secca ha un IS medio di 119.
- a parità di contenuto di glucidi con gli altri alimenti (50 gr), il riso ha un IG medio di 55.
- per ottenere una quantità tale da mantenere un CG medio (~19), la quantità di consumo è al massimo di 40 gr. sul peso secco.

La pasta bianca secca ha un'alta densità calorica (perché pesata sul secco), una densità di glucidi molto alta, un indice di sazietà medio, il suo indice glicemico è medio, e, in base al rapporto tra densità glucidica e IG, le quantità di consumo per rimanere nei termini del carico glicemico medio sono di circa 40 grammi sul peso secco (55 x 30 / 100 = 16,5).
In base al suo IS, IG, e risultante CG, la pasta non esprime un rapporto particolarmente vantaggioso tra i tre valori (pur considerando che il peso una volta cotta/idratata può aumentare di circa tre volte).
Pane bianco
- % Kcal: ~260,5
- % glucidi: ~50%
- IS medio: 100 (basso)
- IG medio: ~75 (medio alto)
- CG (~19): ~50 gr. (~130,2 Kcal)
- a parità di valore energetico con gli altri alimenti (240 Kcal, o 1000 Kj), il pane bianco ha un IS medio di 100.
- a parità di contenuto di glucidi con gli altri alimenti (50 gr), il pane bianco ha un IG medio di 75.
- per ottenere una quantità tale da mantenere un CG medio (~19), la quantità di consumo è al massimo di 50 gr.

Il pane bianco ha un'alta densità calorica, una densità di glucidi moderatamente alta, un indice di sazietà basso, il suo indice glicemico è medio alto, e, in base al rapporto tra densità glucidica e IG, le quantità di consumo per rimanere nei termini del carico glicemico medio sono di circa 50 grammi (75 x 25 / 100 = 18,7).
In base al suo IS, IG, e CG, il pane bianco esprime uno scarso rapporto tra i tre valori.
*Peso secco: la cottura o idratazione dell'alimento causa un notevole aumento del suo peso in quantità largamente variabile (indicativamente dal 250 al 400% circa) a seconda del tipo di alimento, e del tempo di cottura o di idratazione, riducendo di conseguenza la densità energetica e dei macronutrienti. Proprio per il fatto che in seguito a questi trattamenti il peso si presenta variabile, si è preferito riportare alcuni valori dei relativi alimenti in forma secca, ovvero allo stato originario o dell'acquisto, in modo che risultino più facili da valutare a parità di condizioni. Il valore energetico, le percentuali di macronutrienti, e il carico glicemico dell'alimento, sono stabilite sul peso secco, mentre il suo indice di sazietà e l'indice glicemico sono state naturalmente stabilite e riscontrate in seguito all'idratazione o cottura, ovvero quando l'alimento in questione viene reso commestibile.

### Conclusioni
Dall'analisi dei vari alimenti glucidici in oggetto, emerge che un cibo ad alto IS non sia necessariamente vantaggioso in termini di consumo in elevate quantità (patate bollite), mentre altri alimenti a più IS moderato, possono rivelarsi più favorevoli ad un essere ingeriti in dosi molto abbondanti (mele, fagioli), per il loro migliore rapporto tra i tre valori. Prevedibilmente, i cibi ad alta densità calorica/glucidica e ad IS più moderato, ovvero i cibi altamente amidacei, tra cui farinacei e raffinati (cioè tutti i cereali e derivati), rappresentano uno scarso rapporto tra i tre valori, imponendo quantità di consumo molto più contenute. In altri termini, a parità di carico glicemico (~19), le mele e i fagioli riescono ad apportare il maggior contenuto di carboidrati (rispettivamente 45 e 60 gr), fornendo nel contempo la maggiore massa o peso, il maggiore senso di sazietà tra tutti gli alimenti. Mentre i cereali sono la classe che, a parità di carico glicemico, riescono ad apportare il minor contenuto di carboidrati (25-30 gr), la minor massa o peso, soddisfacendo meno il senso di sazietà.
Si nota inoltre che il conteggio delle calorie in questo contesto abbia un valore limitato, sia per quanto riguarda l'eventuale potenziale "ingrassante", sia per quanto riguarda la sazietà: per quello che si può osservare, i fagioli hanno un alto apporto calorico, eppure risultano molto sazianti, hanno un basso indice glicemico e riescono a mantenere un basso carico glicemico con quantità molto abbondanti sia sotto il profilo quantitativo che calorico; al contrario il riso bianco, che presenta un valore calorico simile, risulta molto meno saziante, ha un alto indice glicemico, e per mantenersi all'interno di un carico glicemico medio le dosi di consumo devono essere molto esigue. A parità di apporto calorico, i fagioli saziano di più, e hanno un indice e un carico glicemico nettamente inferiori rispetto al riso bianco. Può essere interessante comparare i due alimenti a parità di carico glicemico, cioè ~19. Maggiore è il carico glicemico, maggiore è il conseguente aumento della glicemia, e quindi maggiore è potenzialmente la stimolazione dei processi di accumulo di grasso (lipogenesi). Se si vanno a comparare i cibi a parità di carico glicemico, ne emerge che alcuni possono essere assunti in dosi maggiori in termini energetici/calorici, ed altri in dosi nettamente inferiori, ad esempio:
- i fagioli per arrivare ad un CG di 19 vengono assunti nella dose di circa 100 gr sul peso secco, apportando circa 340 kcal;
- il riso bianco per arrivare a un CG di 19 viene assunto nella dose di circa 30 grammi, apportando circa 105 kcal;

In conclusione, a parità di consumo calorico tra fagioli e riso bianco, i fagioli riescono a mantenere un carico glicemico molto inferiore, sortendo quindi una minore elevazione dei livelli glicemici con relativo rilascio di insulina, nonostante a parità di carico glicemico apportino una quantità calorica maggiore di oltre 3 volte rispetto al riso bianco.

## SI e controllo del peso
L'indice di sazietà non è quindi l'unico parametro da utilizzare per controllare la fame in concomitanza con il controllo del peso. Tenendo conto del diverso grado di sazietà delle categorie di cibo e dei macronutrienti, emerge che i cibi proteici soddisfano maggiormente la fame rispetto ai cibi glucidici, che a loro volta la soddisfano maggiormente rispetto a quelli lipidici. Tuttavia, i cibi ricchi di carboidrati o di grassi possono facilmente creare questa condizione sfavorevole se assunti in maniera incontrollata, soprattutto considerando che grassi e zuccheri sono i nutrienti che causano maggiore assuefazione e minore senso di sazietà. Visto che i lipidi non hanno un ruolo importante sulla sazietà, la questione va rivolta soprattutto ai carboidrati ed i pasti misti, che vengono valutati sotto l'aspetto qualitativo e quantitativo principalmente con i concetti dell'indice glicemico e carico glicemico. È possibile applicare anche parametri più specifici come indice insulinico e carico insulinico, nei casi in cui venga ritenuto importante l'impatto complessivo di tutti i macronutrienti sulla secrezione di insulina, e non solo dei glucidi.
Dai risultati dell'indice di sazietà, si evidenzia il fatto che le categorie di cibo mediamente più sazianti sono, la frutta (media 170), seguita immediatamente da cibi proteici e cibi ricchi di carboidrati (entrambi con una media di 166). Tuttavia l'IS stima una sazietà solo a breve termine, ma molte ricerche mostrano chiaramente che i cibi proteici risultano più sazianti anche a lungo termine. Tutto questo riconoscendo che anche le categorie come prodotti da forno, e cereali per la prima colazione col latte in realtà presentano un alto contenuto di carboidrati, come anche alimenti rappresentati in altre categorie come la frutta o i prodotti confezionati, possono facilmente rivelare un densità relativamente alta di questo macronutriente.
Guardando ai risultati dell'indice di sazietà, si potrebbe pensare che consumare alcuni cibi ricchi di carboidrati possa tenere a bada la fame e allo stesso tempo favorire il controllo del peso, perché molti di questi esprimono un alto valore, ma realmente la questione è un po' più complessa. Anche se un cibo ricco di carboidrati espone un alto SI, questo non significa che il suo indice glicemico, e di conseguenza il relativo carico glicemico, possano rivelarsi bassi. Anche un cibo ad alto SI, se consumato in certe quantità, può causare elevati valori glicemici e insulinemici, nonostante riesca a mantenere un alto senso di sazietà per un periodo lungo.
L'esempio più lampante è la patata, che pur spiccando come l'alimento più saziante tra tutti secondo l'IS, ha tendenzialmente un IG alto, anche se contiene una densità di glucidi piuttosto bassa (~20%), oltre ad una bassa densità energetica generale. Da notare che se l'IS stima il potere saziante degli alimenti sulla base dell'assunzione di 240 Kcal; ciò significa che la quantità in grammi di patate esaminate corrisponde più o meno a 250 grammi. Tuttavia, un semplice calcolo del carico glicemico rivela che su 250 grammi di patate risultano in un alto valore sul CG, abbondantemente oltre la soglia media (80 x 50 / 100 = 40). Questo risultato coincide con l'osservazione degli stessi ricercatori, i quali sottolineano che i cibi ad alto indice e carico glicemico possono essere potenzialmente più sazianti sul breve termine (vedi paragrafo Sazietà a breve termine).
Ma anche altri alimenti che secondo l'SI favoriscono un alto senso di sazietà, come il porridge, esprimono un'elevata capacità di stimolare l'insulina se consumati in quantità anche modeste: in questo caso dall'accostamento tra l'avena - alimento a IG basso ma ad alta densità di glucidi (~60%) - e il latte - alimento in grado di stimolare l'insulina in maniera sproporzionata rispetto al suo indice glicemico. Il consumo di un porridge con il latte, nelle adeguate quantità, porterà comunque ad elevati valori insulinemici (alto carico insulinico), nonostante l'alto indice di sazietà. In questo caso particolare sarebbe opportuno applicare il concetto di indice insulinico (pensato dagli stessi creatori del IS), il quale mette in evidenza un semplice principio: i pasti misti creano una risposta insulinica maggiore rispetto alle stesse quantità di carboidrati assunte singolarmente; non tutti i cibi causano una produzione di insulina proporzionale rispetto al loro indice e carico glicemico (come i latticini, proprio in questo caso).
Quindi l'indice di sazietà riesce a fornire un riferimento in particolare sul senso di pienezza a breve termine, ma non può essere l'unico parametro per gestire la composizione corporea o favorirne dei miglioramenti. Anche se in molti contesti l'IS è indice di buona qualità del cibo, ridotto valore energetico/calorico, e limitato potere ingrassante, non lo è in tutti i casi, e soprattutto non in qualsiasi quantità. Specie per i carboidrati, è necessario valutare i cibi anche dall'utilizzo di altri parametri quali indice e carico glicemico, e, nel caso dei pasti misti, o di alcune specifiche classi di cibi come i latticini, anche l'indice e carico insulinico.

## Fullness Factor
La Nutrition Data, un noto sito web dedicato alla nutrizione nato nel 2003, ha rielaborato l'indice di sazietà brevettando un nuovo metodo di calcolo. Questi hanno modellato matematicamente l'indice di sazietà con un'analisi multivariata in cui sono stati riutilizzati i profili nutrizionali degli alimenti testati nello studio dell'indice di sazietà. Come anticipato, c'è una buona correlazione tra i valori di indice di sazietà e la densità calorica di ogni cibo. C'è anche una correlazione significativa, ma minore, tra l'indice ed il contenuto netto di carboidrati, grassi, fibre alimentari e proteine di ogni cibo. Dal modello matematico sviluppato, la Nutrition Data è stata in grado di creare un'equazione per convertire il profilo nutrizionale di un alimento nell'indice di sazietà previsto, che è stato chiamato Fullness Factor, traducibile in italiano come Fattore di pienezza. Il Fullness Factor è normalizzata in modo che tutti i valori risultanti rientrino in un range tra 0-5. Il Fullness Factor calcolato per il pane bianco è di 1,8, quindi valori superiori a questo punteggio indicano che un cibo può essere più saziante del pane bianco, e valori inferiori a 1,8 indicano che l'alimento è probabilmente meno saziante. Il Fullness Factor dei cibi è indipendente dalla loro porzione.

## Tabella Indice di sazietà
- Tabella tratta dal primo studio sull'indice di sazietà, A satiety index of common foods (Holt et al., 1995).[1]

| Cibo                                     | area sotto la curva (AUC) | Indice di sazietà (~240 Kcal) |  |
| ---------------------------------------- | ------------------------- | ----------------------------- |  |
| Prodotti da forno                        |                           |                               |  |
| Pane bianco                              | 140 ± 33                  | 100 ± 0                       |  |
| Croissant                                | 67 ± 23                   | 47 ± 17                       |  |
| Torta                                    | 92 ± 28                   | 65 ± 17                       |  |
| Doughnuts                                | 95 ± 28                   | 68 ± 20                       |  |
| Biscotti                                 | 168 ± 34                  | 120 ± 24                      |  |
| Cracker                                  | 179 ± 42                  | 127 ± 30                      |  |
| Media:                                   |                           | 85 ± 16                       |  |
| Snack e prodotti confezionati            |                           |                               |  |
| Pane bianco                              | 108 ± 22                  | 100 ± 0                       |  |
| Mars                                     | 76 ± 27                   | 70 ± 25                       |  |
| Arachidi                                 | 91 ± 20                   | 84 ± 19                       |  |
| Yogurt                                   | 95 ± 25                   | 88 ± 23                       |  |
| Patatine                                 | 99 ± 29                   | 91 ± 27                       |  |
| Gelato                                   | 104 ± 28                  | 96 ± 26                       |  |
| Jellybean                                | 128 ± 28                  | 118 ± 26                      |  |
| Popcorn                                  | 167 ± 43                  | 154 ± 40                      |  |
| Media:                                   |                           | 100 ± 10                      |  |
| Cereali per la prima colazione col latte |                           |                               |  |
| Pane bianco                              | 119 ± 27                  | 100 ± 0                       |  |
| Muesli                                   | 119 ± 27                  | 100 ± 23                      |  |
| Sustain                                  | 133 ± 26                  | 112 ± 22                      |  |
| Special K                                | 138 ± 32                  | 116 ± 27                      |  |
| Cornflakes                               | 140 ± 23                  | 118 ± 19                      |  |
| Honeysmacks                              | 157 ± 28                  | 132 ± 23                      |  |
| All-bran                                 | 180 ± 36                  | 151 ± 30                      |  |
| Porridge                                 | 247 ± 43                  | 209 ± 8                       |  |
| Media:                                   |                           | 134 ± 14                      |  |
| Cibi ricchi di proteine                  |                           |                               |  |
| Pane bianco                              | 124 ± 30                  | 100 ± 0                       |  |
| Lenticchie                               | 164 ± 35                  | 133 ± 28                      |  |
| Formaggio                                | 181 ± 35                  | 146 ± 28                      |  |
| Uova                                     | 185 ± 39                  | 150 ± 31                      |  |
| Fagioli                                  | 208 ± 51                  | 186 ± 42                      |  |
| Bistecca di carne                        | 218 ± 62                  | 176 ± 50                      |  |
| Molva                                    | 278 ± 37                  | 225 ± 30                      |  |
| Media:                                   |                           | 166 ± 13                      |  |
| Cibi ricchi di carboidrati               |                           |                               |  |
| Pane bianco                              | 77 ± 19                   | 100 ± 0                       |  |
| Patatine fritte                          | 89 ± 27                   | 116 ± 35                      |  |
| Pasta raffinata                          | 91 ± 27                   | 119 ± 35                      |  |
| Riso integrale                           | 101 ± 27                  | 132 ± 35                      |  |
| Riso bianco                              | 106 ± 24                  | 138 ± 31                      |  |
| Pane ai cereali                          | 119 ± 31                  | 154 ± 40                      |  |
| Pane integrale                           | 121 ± 22                  | 157 ± 29                      |  |
| Pasta integrale                          | 145 ± 35                  | 188 ± 45                      |  |
| Patate                                   | 248 ± 39                  | 323 ± 51                      |  |
| Media:                                   |                           | 166 ± 24                      |  |
| Frutta                                   |                           |                               |  |
| Pane bianco                              | 153 ± 34                  | 100 ± 0                       |  |
| Banane                                   | 181 ± 41                  | 118 ± 27                      |  |
| Uva                                      | 248 ± 49                  | 162 ± 32                      |  |
| Mele                                     | 303 ± 50                  | 197 ± 32                      |  |
| Arance                                   | 309 ± 52                  | 202 ± 34                      |  |
| Media:                                   |                           | 170 ± 19                      |  |